# 小行星1931
小行星1931（1931 Čapek）是一颗围绕太阳公转的小行星。1969年8月22日，盧波什·科胡特克在汉堡发现了此天体。
該小行星以捷克作家卡雷爾·恰佩克命名。
这颗小行星的绝对星等为163.8159772366367等。